# Саку Юлятупа
Саку Юлятупа (фін. Saku Ylätupa, нар. 4 серпня 1999 Еспоо, Фінляндія) — фінський футболіст, центральний півзахисник шведського клуба АІК і збірної Фінляндії.

## Ігрова кар'єра

### Клубна
Саку Юлятупа народився у місті Еспоо, що на півдні Фінляндії. У своєму рідному місті почав грати у футбол на аматорському рівні. У січні 2015 року Юлятупа приєднався до складу «Клубі 04», фарм-клубу столичного ГІКа. Але у складі головної команди Фінляндії футболіст не зіграв у чемпіонаті жодного матчу, а у 2017 році відправився в оренду до клубу РоПС, де зіграв 17 матчів, відзначившись трьома забитими голами.
Два роки футболіст провів в Академії нідерландського «Аякса». Став призером молодіжної першості Нідерландів.
У січні 2019 року Юлятупа узгодив контракт з шведським АІКом. Але ще один сезон провів у Фінляндії, на правах оренди захищав кольори клубу «Марієгамн».

### Збірна
З 2014 року Саку Юлятупа активно виступав у складі юнацьких збірних Фінляндії. 8 січня 2019 року у товариському матчі проти команди Швеції Юлятупа дебютував у національній збірній Фінляндії.

## Досягнення
ГІК
- Фіналіст Кубка Фінляндії: 2016
- Срібний призер Чемпіоната Фінляндії: 2016